# Txatxalaca motmot
La txatxalaca motmot (Ortalis motmot) és una espècie d'ocell de la família dels cràcids (Cracidae) que habita al sotabosc de boscos densos, vores de rius i vegetació costanera del sud de Veneçuela, Guaiana i nord i centre del Brasil.

## Subespècies
S'han descrit dues subespècies:
- Ortalis motmot motmot (Linnaeus, 1766), de l'Amazònia septentrional.
- Ortalis motmot ruficeps (Wagler, 1830), del nord del Brasil central.

Alguns autors han separat ambdues subespècies, considerant la segona com una espècie diferent (Ortalis ruficeps).